# Selanodesmium siamense
Selanodesmium siamense là một loài thực vật có mạch trong họ Hymenophyllaceae. Loài này được (H. Christ) Ching miêu tả khoa học đầu tiên năm 1959.